# Мужская сборная ветеранов Словакии по кёрлингу
Мужская сборная ветеранов Словакии по кёрлингу — национальная мужская сборная команда, составленная из игроков возраста 50 лет и старше. Представляет Словакию на международных соревнованиях по кёрлингу. Управляющей организацией выступает Ассоциация кёрлинга Словакии (словац. Slovenský curlingový zväz, англ. Slovak Curling Association).

## Результаты выступлений

### Чемпионаты мира
| Год     | Место                                           | И                                               | В                                               | П                                               | Состав (скипы выделены шрифтом)                 | Состав (скипы выделены шрифтом)                 | Состав (скипы выделены шрифтом)                 | Состав (скипы выделены шрифтом)                 | Состав (скипы выделены шрифтом)                 | Состав (скипы выделены шрифтом)                 |                                                 |
| Год     | Место                                           | И                                               | В                                               | П                                               | четвёртый                                       | третий                                          | второй                                          | первый                                          | запасной                                        | тренер                                          |                                                 |
| ------- | ----------------------------------------------- | ----------------------------------------------- | ----------------------------------------------- | ----------------------------------------------- | ----------------------------------------------- | ----------------------------------------------- | ----------------------------------------------- | ----------------------------------------------- | ----------------------------------------------- | ----------------------------------------------- | ----------------------------------------------- |
| 2002—11 | не участвовали                                  | не участвовали                                  | не участвовали                                  | не участвовали                                  | не участвовали                                  | не участвовали                                  | не участвовали                                  | не участвовали                                  | не участвовали                                  | не участвовали                                  | не участвовали                                  |
| 2012    | 23                                              | 7                                               | 0                                               | 7                                               | Milan Kalis                                     | Karel Pospichal                                 | Ondrej Marcek                                   | Pavol Trstan                                    | Boris Kutka                                     |                                                 |                                                 |
| 2013    | не участвовали                                  | не участвовали                                  | не участвовали                                  | не участвовали                                  | не участвовали                                  | не участвовали                                  | не участвовали                                  | не участвовали                                  | не участвовали                                  | не участвовали                                  | не участвовали                                  |
| 2014    | 18                                              | 8                                               | 2                                               | 6                                               | Peter Mocek                                     | Ondrej Marcek                                   | Juraj Kurth                                     | Pavol Trstan                                    |                                                 |                                                 |                                                 |
| 2015    | 17                                              | 7                                               | 2                                               | 5                                               | Juraj Kurth                                     | Ondrej Marcek                                   | Peter Mocek                                     | Pavol Trstan                                    |                                                 | Milan Bubenik                                   |                                                 |
| 2016    | 20                                              | 8                                               | 2                                               | 6                                               | Peter Mocek                                     | Ondrej Marcek                                   | Juraj Kurth                                     | Pavol Trstan                                    |                                                 | Milan Bubenik                                   |                                                 |
| 2017—18 | не участвовали                                  | не участвовали                                  | не участвовали                                  | не участвовали                                  | не участвовали                                  | не участвовали                                  | не участвовали                                  | не участвовали                                  | не участвовали                                  | не участвовали                                  | не участвовали                                  |
| 2019    | 23                                              | 6                                               | 2                                               | 4                                               | Peter Mocek                                     | Ondrej Marcek                                   | Milan Bubenik                                   | Pavol Trstan                                    |                                                 | Gabriela Bubenikova                             |                                                 |
| 2020—21 | чемпионат не проводился из-за пандемии COVID-19 | чемпионат не проводился из-за пандемии COVID-19 | чемпионат не проводился из-за пандемии COVID-19 | чемпионат не проводился из-за пандемии COVID-19 | чемпионат не проводился из-за пандемии COVID-19 | чемпионат не проводился из-за пандемии COVID-19 | чемпионат не проводился из-за пандемии COVID-19 | чемпионат не проводился из-за пандемии COVID-19 | чемпионат не проводился из-за пандемии COVID-19 | чемпионат не проводился из-за пандемии COVID-19 | чемпионат не проводился из-за пандемии COVID-19 |
| 2022    | 20                                              | 6                                               | 0                                               | 6                                               | Milan Bubenik                                   | Peter Mocek                                     | Lubomír Malý                                    | Даниэл Сикора                                   | Karol Pospíchal                                 |                                                 |                                                 |

(данные с сайта результатов и статистики ВФК: )